# Frères missionnaires des campagnes
Pour les articles homonymes, voir FMC.
Ne doit pas être confondu avec Œuvre des campagnes ou Dominicaines missionnaires des campagnes.
Les Frères missionnaires des campagnes (F.M.C.) forment une congrégation religieuse catholique fondée le 3 octobre 1943 à La Houssaye-en-Brie (Seine-et-Marne) par le prêtre dominicain Michel Épagneul (1904-1997), pour l'évangélisation du monde rural par un apostolat sous toutes ses formes (prédications de missions, aumôneries de mouvements d'action catholique, écoles, travail salarié...).
Les frères peuvent être prêtres ou laïcs ;  ils font vœu de pauvreté, de chasteté et d'obéissance ; ils vivent en communauté d'au moins trois frères.
En France, les Frères missionnaires des campagnes sont répartis  dans 14 prieurés.
Les F.M.C. sont présents en Afrique (Burkina-Faso, Bénin, Togo) (quatre prieurés) depuis 1969, au Portugal depuis 1972 quitté en 1999, au Brésil (deux prieurés) depuis 1989.

## Les Sœurs des campagnes
En 1941, Ghislaine Aubé (1920-2011), présidente nationale Jaciste, fait la connaissance du père Michel Épagneul et partage les mêmes soucis que lui, à savoir que la campagne française se déchristianise. Elle entre dans les ordres en 1946. En 1947, cinq jeunes filles se joignent à elle pour fonder les Sœurs des campagnes.
Les Sœurs des campagnes défendent l’idée que, au milieu des transformations de la société, le monde rural a toujours besoin d’hommes et de femmes qui lui consacrent leur vie pour y être témoins de l’Évangile. Implantée d’abord en France (Oise, Loiret, Drôme, Yonne, Eure, Creuse…), la congrégation a essaimé, à partir de la fin des années 1960, au Togo, au Burkina Faso et au Bénin. Elle compte environ 88 religieuses dans une quinzaine de communautés, dont trois en Afrique. 
Le Journal officiel de la République française du vendredi 22 février 2013 a rendu public un décret du ministre de l'Intérieur en date du 20 février 2013 reconnaissant légalement la congrégation des Sœurs des campagnes, dont le siège est à Lumigny (Seine-et-Marne).

## Personnalités
- Le fondateur, Michel Dominique Épagneul est décédé en 1997. En juillet 2020, une plainte pour agression sexuelle est déposée à son encontre par un ancien séminariste qu'il aurait agressé à plusieurs reprises pendant son adolescence[3]
- Léon Taverdet, évêque émérite de Langres